# Jeżynka peruwiańska
Jeżynka peruwiańska (Congiopodus peruvianus) – gatunek morskiej ryby skorpenokształtnej z rodziny jeżynkowatych (Congiopodidae), występujący w subtropikalnych wodach południowo-wschodniego Pacyfiku i południowo-zachodniego Atlantyku, po obu stronach Ameryki Południowej, od Urugwaju po Peru. Jej nazwa zwyczajowa, podobnie jak nazwa całej rodziny, nawiązuje do „najeżonej” płetwy grzbietowej. 
Biologia i ekologia tego gatunku pozostaje słabo poznana. Ryba bez znaczenia gospodarczego.

## Budowa
Od 4 do 6 pierwszych promieni płetwy grzbietowej wyraźnie wydłużonych. Ubarwienie brązowooliwkowe z licznymi ciemniejszymi plamami na ciele i płetwach. U dorosłych osobników spotykane są ciemniejsze barwy ciała – do brązowoczarnej. Zauważalną cechą tej ryby jest pyszczek wydłużony w rodzaj ryjka, zakończonego grubymi, małymi wargami.
Osiąga do 27 cm długości standardowej (SL).
Opis płetw: D XVI–XVIII/13–15, A I/8–10, V I/5–6.

## Ochrona
Według stanu ze stycznia 2013 roku gatunek ten nie figuruje w Czerwonej księdze gatunków zagrożonych IUCN.